# Himantura oxyrhyncha
Himantura oxyrhyncha là một loài cá đuối ó ít được biết đến trong họ Dasyatidae, sinh sống tại các sông nước ngọt ở Đông Nam Á. Chúng được Liên minh Bảo tồn Thiên nhiên Quốc tế (IUCN) liệt kê như một loài nguy cấp; H. oxyrhyncha bị đe dọa bởi các hoạt động ngư nghiệp, mất môi trường sống, và đứt vỡ phạm vi phân bố.

## Phân loại
Nhà động vật học người Pháp Henri-Emilé Sauvage ban đầu mô tả loài này dưới tên Trygon oxyrhynchus, dựa trên một mẫu vật cái bắt gần Sài Gòn (nay là Thành phố Hồ Chí Minh), Việt Nam, vào năm 1878 trong tờ báo khoa học Bulletin de la Société philomathique de Paris. Năm 1913, Samuel Garman đồng nghĩa hóa nó với Himantura uarnak.

## Phân bố và môi trường
Đây là một trong số ít loài Dasyatidae sống thuần nước ngọt, H. oxyrhyncha đã được tìm thấy ở Sài Gòn, khúc sông Mekong gần Tonle Sap và Phnôm Pênh của Campuchia, hạ lưu sông Nan và sông Chao Phraya ở Thái Lan, và sông Mahakam ở Kalimantan, Indonesia. Những tiểu quần thể sống tại các sông này có vẻ đã bị tách biệt với nhau. H. oxyrhyncha thích nền cát, nơi nó có thể vùi mình.